# لوري كلوف
لوري كلوف (1926 - 1 أبريل 2008) (بالإنجليزية: Laurie Clough)‏ هو لاعب كريكت بريطاني وبريطاني (وحمل سابقاً جنسية المملكة المتحدة لبريطانيا العظمى وأيرلندا). لعب مع Hertfordshire County Cricket Club ‏.

## وصلات خارجية
- لوري كلوف على موقع إي آس بي آن كريك إنفو (الإنجليزية)